# 종덩굴
종덩굴(학명: Clematis fusca)은 그늘지고 습한 숲 속에 나는 낙엽 덩굴나무이다.
잎은 마주나며 5-7장의 작은잎이 모인 깃꼴겹잎이다. 작은잎은 난형이며 길이 3-6cm로 가장자리는 2-3개의 결각이 있다. 끝이 잎이 덩굴손으로 변하기도 한다. 꽃은 잎겨드랑이에 붙고, 밑으로 처지며, 꽃자루에 잎 모양의 포 2개가 있다. 꽃받침은 흑자색, 겉면에 털이 거의 없고, 뒤로 젖혀짖다. 열매는 수과, 깃털 모양의 긴 암술대가 있다. 어린잎과 줄기는 식용한다.

## 참고 문헌
- 이 문서에는 다음커뮤니케이션(현 카카오)에서 GFDL 또는 CC-SA 라이선스로 배포한 글로벌 세계대백과사전의 내용을 기초로 작성된 글이 포함되어 있습니다.